# North American Kant Society
Die North American Kant Society (NAKS) ist eine Organisation, die das Studium der Philosophie von Immanuel Kant fördert. Gegründet im Jahr 1985 während des sechsten Internationalen Kant-Kongresses an der Pennsylvania State University, dient die Gesellschaft als Plattform für den Austausch von Informationen und Ideen unter Wissenschaftlern und Interessierten an der Kant-Forschung. Aktueller Vorsitzender ist Daniel Sutherland.

## Aktivitäten
Die Gründung der North American Kant Society wurde von amerikanischen Kant-Forschern, u. a. Lewis White Beck, initiiert. Seit ihrer Gründung organisiert die Gesellschaft regelmäßig Konferenzen und Publikationen zur Förderung der Kant-Forschung.
Die Gesellschaft veranstaltet regelmäßig Treffen, darunter die Midwest Study Group, die jährlich stattfindet. Zusätzlich organisiert sie den Virtual Kant Congress, eine Reihe virtueller Sitzungen zur Feier von Kants 300. Geburtstag.

## Veröffentlichungen
Seit 1991 veröffentlicht die Gesellschaft die Reihe North American Kant Society Studies in Philosophy, die von Boydell & Brewer herausgegeben wird. Diese Publikationen umfassen Essays zu verschiedenen Aspekten von Kants Philosophie. Sie unterstützt zudem die Fachzeitschrift Kantian Review, die von der University of Wales gemeinsam mit Kant Society of Great Britain herausgegeben wird.

## Preise
Die Gesellschaft vergibt mehrere Preise, darunter:
- den Markus Herz Prize für Graduiertenstudenten,
- den NAKS/Kantian Review Wilfrid Sellars Essay Prize für Nachwuchswissenschaftler,
- den Henry Allison Senior Scholar Prize für herausragende Beiträge zur Kant-Forschung.[8]